# Bess
Bess Essi Miia Marianna Launimo (geb. 1993), professionell bekannt als Bess (stilisiert auch in Großbuchstaben), ist eine finnische Sängerin. Sie kombiniert in ihrer Musik Pop, Elektro und House. Bess macht Musik zusammen mit ihrem Produzenten Nopsajalka.
Ihre Songs werden beim Label Universal Music Group veröffentlicht.

## Karriere
Bess hat einen Doppelabschluss als Friseurin und hat außerdem als professionelle Musikerin am Pop-&-Jazz-Konservatorium in Oulunkylä, Helsinki, studiert.
Bess‘ erste Singles erschienen 2017, wobei der Titel Tempo besonders erfolgreich war. Auf seinem Höhepunkt belegte es den dritten Platz auf der offiziellen Download-Liste in Finnland und den 13. Platz auf der Single-Liste. Es wurde mehr als 10 Millionen Mal gehört, was ausreicht, um eine Doppel-Platin-Schallplatte zu rechtfertigen. Insgesamt wurde die Musik von Bess bereits mehr als 55 Millionen Mal gehört. Ihr beliebtestes Lied, „Ram Pam Pam“, wurde über 18 Mio. mal gestreamt.
Bess‘ selbstbetiteltes Debütalbum erschien im November 2019 und übertraf bereits vor der Veröffentlichung die für eine Goldene Schallplatte erforderliche Anzahl an Hörungen. Bess nahm mit dem Lied „Ram pam pam“ am Uuden Musiikin Kilpailu (Wettbewerb für Neue Musik) 2022, dem finnischen Vorentscheid für den Eurovision Song Contest, teil und belegte im Wettbewerb den dritten Platz.
Im Jahr 2023 gewann Bess bei Emma-gaala vier Auszeichnungen in den Kategorien Künstlerin des Jahres, Song des Jahres, Pop des Jahres und meistgestreamter inländischer Song des Jahres.

## Persönliches
Bess ist seit Sommer 2020 mit dem dänischen Schauspieler Danny Bærtelsen zusammen. Bærtelsen spielte in dem amerikanischen Film Happy Endings Sleepover mit.

## Diskografie

### Alben
| Jahr | Titel         | Höchstplatzierung, Gesamtwochen, AuszeichnungChartsChartplatzierungen (Jahr, Titel, Platzierungen, Wochen, Auszeichnungen, Anmerkungen) | Anmerkungen                             |
| Jahr | Titel         | FI | Anmerkungen                             |
| ---- | ------------- | --- | --------------------------------------- |
| 2019 | Bess          | FI29 (2 Wo.)FI | Erstveröffentlichung: 22. November 2019 |
| 2023 | Kädet ylös    | FI5 (72 Wo.)FI | Erstveröffentlichung: 13. April 2023    |
| 2025 | Ultravioletti | FI10 (8 Wo.)FI | Erstveröffentlichung: 20. März 2025     |

### Singles
| Jahr | Titel Album                    | Höchstplatzierung, Gesamtwochen, AuszeichnungChartsChartplatzierungen (Jahr, Titel, Album, Platzierungen, Wochen, Auszeichnungen, Anmerkungen) | Anmerkungen                                                                                               |
| Jahr | Titel Album                    | FI | Anmerkungen                                                                                               |
| --- | ------------------------------ | --- | --- |
| 2017 | Tempo Bess                     | FI13 (4 Wo.)FI | Erstveröffentlichung: 17. Mai 2017                                                                        |
| 2020 | Aja Kädet ylös                 | FI20 (1 Wo.)FI | Erstveröffentlichung: 29. Mai 2020                                                                        |
| 2021 | Viisi kesää –                  | FI12 (8 Wo.)FI | Erstveröffentlichung: 2. Juli 2021 feat. Nopsajalka                                                       |
| 2022 | Ram pam pam Kädet ylös         | FI1 (37 Wo.)FI | Erstveröffentlichung: 13. Januar 2022                                                                     |
| 2022 | Rakastan en rakasta Kädet ylös | FI17 (3 Wo.)FI | Erstveröffentlichung: 7. Juli 2022                                                                        |
| 2022 | Sammumaton Kädet ylös          | FI15 (3 Wo.)FI | Erstveröffentlichung: 3. November 2022                                                                    |
| 2023 | Lähtee käsistä Kädet ylös      | FI49 (1 Wo.)FI | Erstveröffentlichung: 9. Februar 2023                                                                     |
| 2023 | Missio –                       | FI10 (18 Wo.)FI | Erstveröffentlichung: 25. Mai 2023                                                                        |
| 2023 | Riivattu –                     | FI35 (1 Wo.)FI | Erstveröffentlichung: 2. November 2023                                                                    |
| 2024 | Paremmin ku kukaan muu –       | FI13 (11 Wo.)FI | Erstveröffentlichung: 16. Februar 2024 mit Benjamin                                                       |
| 2024 | Saanko mä luvan Ultravioletti  | FI27 (3 Wo.)FI | Erstveröffentlichung: 1. August 2024                                                                      |
| 2025 | Shanghain valot –              | FI9 (7 Wo.)FI | Erstveröffentlichung: 8. Februar 2025 mit Annika Eklund, Eini, Keira, Laura Voutilainen & Linda Lampenius |
| 2025 | Anna tulla Ultravioletti       | FI33 (3 Wo.)FI | Erstveröffentlichung: 27. Februar 2025                                                                    |
| 2025 | Kaistaa –                      | FI4 (… Wo.)FI | Erstveröffentlichung: 20. März 2025 mit Käärijä                                                           |
| Folgende Lieder erschienen nicht als Single, wurden aber durch das Album zum Download und Streaming bereitgestellt und konnten somit eine Platzierung erlangen: |                                | | |
| |                                | | |
| 2023 | Kädet ylös                     | FI19 (6 Wo.)FI | |

Weitere Singles
- 2017: En pysty lopettaa
- 2017: Uneton
- 2018: Yhden liikaa
- 2018: Kuuma
- 2019: Feng Shui
- 2019: Pidä musta kii
- 2019: Läpinäkyvää (feat. F)
- 2020: Melodia
- 2021: Peace
- 2021: Valoo

### Gastbeiträge
| Jahr | Titel Album                  | Höchstplatzierung, Gesamtwochen, AuszeichnungChartsChartplatzierungen (Jahr, Titel, Album, Platzierungen, Wochen, Auszeichnungen, Anmerkungen) | Anmerkungen                                                  |
| Jahr | Titel Album                  | FI | Anmerkungen                                                  |
| ---- | ---------------------------- | --- | ------------------------------------------------------------ |
| 2022 | Grindr Mayhem Sisään ja ulos | FI7 (4 Wo.)FI | Erstveröffentlichung: 17. Juni 2022 Antti Tuisku feat. Bess  |
| 2023 | Pimee –                      | FI8 (5 Wo.)FI | Erstveröffentlichung: 1. September 2023 Elastinen feat. Bess |

Weitere Gastbeiträge
- 2020: Seittemän (Raappana feat. Bess)